# Hans Popp (Politiker, 1909)
Hans Popp (* 28. Februar 1909 in Roth; † 23. Juli 1978 ebenda) war ein deutscher Politiker (CSU).

## Leben
Popp besuchte die Oberrealschule in Nürnberg, studierte an den Technischen Hochschulen in Graz und München und schloss 1933 in München das Examen mit dem Diplom ab. Zum 1. Mai 1933 trat er der NSDAP bei (Mitgliedsnummer 2.292.676). Darauf arbeitete er bis zum Beginn des Zweiten Weltkriegs auf Großbaustellen im süddeutschen Raum. 1939 übernahm er das elterliche Bauunternehmen in Roth. Von 1942 bis 1945 wurde er zur Infanterie nach Russland eingezogen, zum Ende des Kriegs war er Fahnenjunker-Unteroffizier. 1947 gründete Popp einen zweiten Baubetrieb in Nürnberg, 1958 wurde er Mitglied der Vollversammlung der Handwerkskammer in Mittelfranken.
Popp trat 1952 in die CSU ein, im selben Jahr wurde er erstmals in den Stadtrat von Roth gewählt. Dort wurde er 1956 Vorsitzender des Ortsverbands der CSU. 1960 wurde er Zweiter Bürgermeister von Roth. Er gehörte außerdem dem Schwabacher Kreistag an und war stellvertretender Vorsitzender im Schwabacher Kreisverband der CSU. Am 1. April 1965 rückte er für den verstorbenen Georg Freiherr von und zu Franckenstein in den Bayerischen Landtag nach. Sein Mandat wurde 1966 über die Wahlkreisliste Mittelfranken bestätigt. 1970 gewann er das Direktmandat im Stimmkreis Schwabach-Stadt und -Land, 1974 im Stimmkreis Roth. Er führte das Landtagsmandat bis zu seinem Tode aus, seine kurzzeitige Nachrückerin war Christel Reich.